# Calles de oro
Streets of Gold (titulada en español Calles de oro) es una película estadounidense de 1986 dirigida por Joe Roth y protagonizada por Klaus Maria Brandauer, Wesley Snipes y Ángela Molina.

## Argumento
Alek era campeón de boxeo en la Unión Soviética, pero no pudo participar a los Juegos Olímpicos porque los soviéticos no dejaban ir a los judíos. Años después, Alek emigra a los Estados Unidos, donde, trabajando como friegaplatos, se ha convertido en un hombre sin ilusión que empieza a darse a la bebida. Pero su vida cambia cuando conoce a dos boxeadores amateurs de Brooklyn y decide entrenarlos.

## Reparto
| Actor                 | Personaje                | Notas                      |
| --------------------- | ------------------------ | -------------------------- |
| Klaus Maria Brandauer | Alek Neuman              |                            |
| Adrian Pasdar         | Timmy Boyle              |                            |
| Wesley Snipes         | Roland Jenkins           |                            |
| Ángela Molina         | Elena Gitman             |                            |
| Elya Baskin           | Klebanov                 |                            |
| Rainbow Harvest       | Brenda                   |                            |
| Daniel O'Shea         | Vinnie                   | Acreditado como Dan O'Shea |
| John Mahoney          | Linehan                  |                            |
| Jaroslav Stremien     | Malinovsky               |                            |
| Adam Nathan           | Grisha                   |                            |
| Michael Beach         | Sonny                    | Acreditado como Mike Beach |
| Gregory Holtz Sr.     | Lavaplatos en Klebanov's |                            |
| Pete Antico           |                          | No acreditado              |
| Gene LeBell           | Reportero                | No acreditado              |
| Jimmy Nickerson       |                          | No acreditado              |
| Frank Patton III      | Oficial arrestando       | No acreditado              |
| Jeff Ward             | Preston                  | No acreditado              |

- Datos: Q939824